# Sarsameira knorri
Sarsameira knorri is een eenoogkreeftjessoort uit de familie van de Ameiridae. De wetenschappelijke naam van de soort is voor het eerst geldig gepubliceerd in 1983 door Reidenauer & Thistle.